# Hamburger Mattenfilter

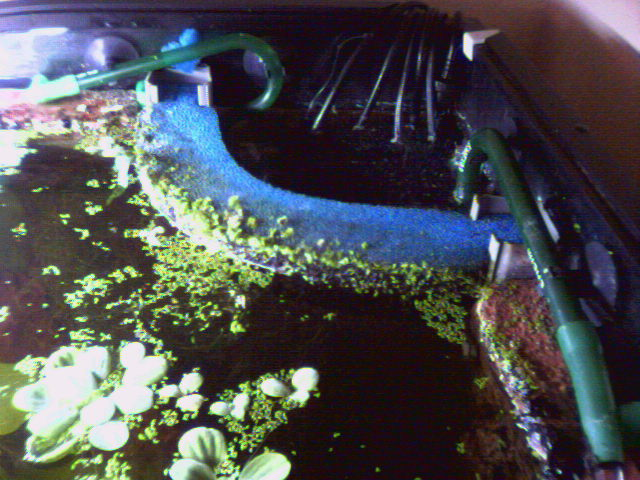
Eingelaufener und bepflanzter Mattenfilter in Eckvariante

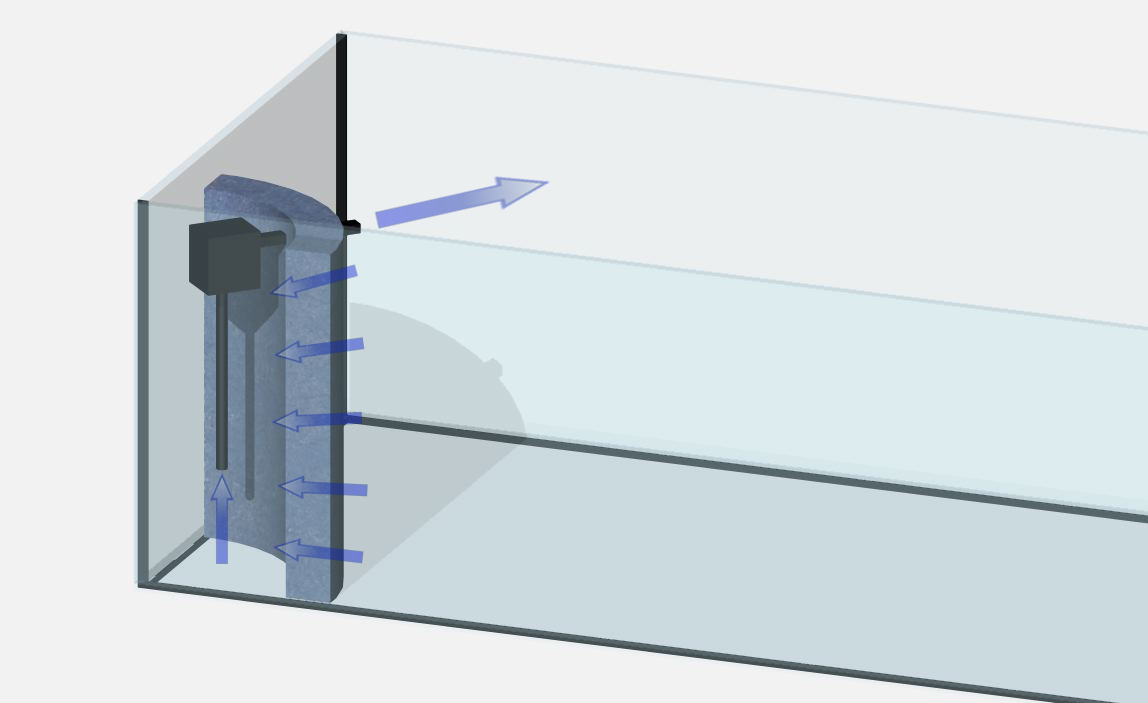
Schematische Darstellung eines Hamburger Mattenfilters

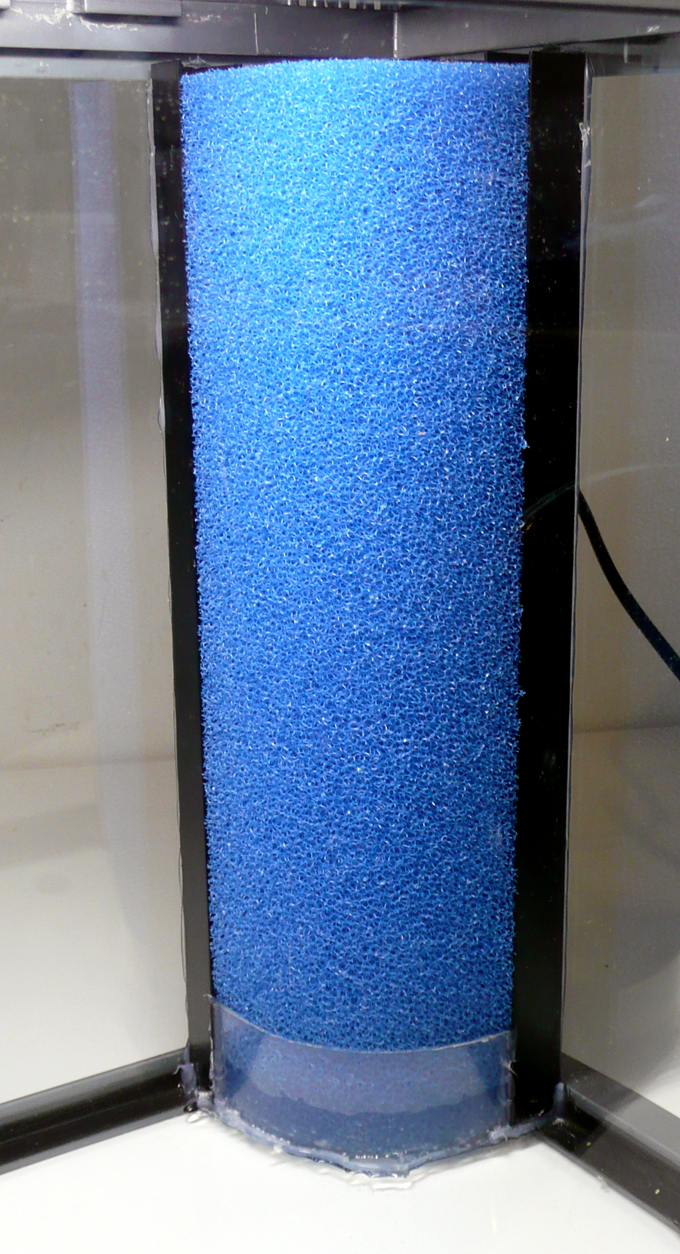
Eck-HMF mit Sand/Kiessperre vor der Inbetriebnahme. Noch ohne Pumpe.

Der Hamburger Mattenfilter ist ein wartungsarmer und rein biologisch arbeitender Aquariumfilter für Süßwasseraquarien, der die ohnehin ablaufenden mikrobiologischen Vorgänge durch seinen Aufbau und die Dimensionierung unterstützt. Dadurch wird die Wirkung der Filterbakterien optimiert bzw. die erforderliche Mulmmenge reduziert.

## Filtertyp
Der Mattenfilter besteht aus einer quer zur Strömungsrichtung eingebauten Schaumstoffmatte, welche aufgrund ihrer Einbauweise (die Matte liegt mit ihren schmalen Seiten direkt an der Rück-, Boden- und Frontscheibe des Aquariums an und reicht in ihrer Höhe über den Wasserspiegel hinaus) vom Wasser orthogonal mit einer bestimmten Anströmgeschwindigkeit durchflossen wird. Der Antrieb erfolgt je nach Beckengröße mit einfachen Lufthebern oder Kreiselpumpen.
Die Dimensionierung der Pumpe erfolgt unter Vorgabe der Anzahl der Beckenumwälzungen pro Stunde (ein- bis zweimal). Daraus ergibt sich in einem weiteren Berechnungsschritt die Mattengröße, welche die Strömungsgeschwindigkeit auf etwa 5 − 10 cm/Minute festlegt. Die Mattendicke in Fließrichtung beträgt etwa 5 cm. Bei üblichen Standardbecken ergibt sich die Mattengröße zumeist gleich der Größe der Seitenscheibe.
Die Matte wird für gewöhnlich im Aquarium mit etwa 2 cm Abstand zur Seitenscheibe angeordnet. Hinter der Matte können Heizung, Thermometer etc. eingesetzt werden. Die Matte färbt sich nach kurzer Zeit graubraun und kann mit Javafarn und Javamoos besiedelt werden. Sie wird dadurch nahezu unsichtbar.

## Bauformen
Es gibt noch einige andere Bauformen des Hamburger Mattenfilters. So ist eine der gebräuchlichsten Varianten die Eckversion. Dabei wird die Matte zu einem Viertelkreis gebogen und in eine Ecke des Aquariums gestellt. Als Anschlag für die Matte werden an den Scheiben entweder Glas- oder Kunststoffleisten eingeklebt, oder aber auch Kabelkanäle zur stabileren Führung bei dünneren Matten.
Eine kompakte Variante zum Nachrüsten, die mit einem breiten Kabelkanal und einer Platzsparmatte mit integrierter Pumpe auskommt, stammt von Jörg Barmwater.
Für Gartenteiche kombiniert eine Selbstbauanleitung den Hamburger Mattenfilter in Horizontal-Lage mit einem Vortex-Filter.

## Biologische Wirkung
Für die Funktion eines Mattenfilters ist eine organische Mindestbelastung erforderlich. Diese ist in üblichen Aquarien gegeben. Den Wasserwechsel kann der Hamburger Mattenfilter nicht ersetzen, da es sich um einen aeroben Filter handelt und Nitrat als Endprodukt entsteht. Er sorgt aber für eine enorme biologische Stabilität des Aquariums und oxidiert u. a. NH4+ und NO2− äußerst zuverlässig und schnell. Aufgrund seiner aktiven Bakterien kann er anfallende Schwermetalle dauerhaft akkumulieren. Gereinigt wird ein Mattenfilter nicht, allenfalls gangbar gehalten. Es reicht dazu, ihn alle paar Wasserwechsel oberflächig mit abzusaugen.
Die technischen und biologischen Aspekte des Hamburger Mattenfilters wurde erstmals von dem Aquarianer Olaf Deters der breiten Öffentlichkeit vorgestellt und seine Wirksamkeit nachgewiesen.

## Gleichungen und Ansätze
Fließgeschwindigkeit im Filter:
{\displaystyle v={\frac {Q\cdot 1000}{A\cdot 60}}}
v = Fließgeschwindigkeit (in cm/min)
Q = Pumpenleistung (in l/h)
A = Filterquerschnitt (in cm²)
Damit berechnet man die Anströmgeschwindigkeit der Matte. Der Faktor 1000 resultiert aus der Tatsache, dass 1 Liter = 1000 cm³ ist.
Durch die Umstellung zu:
{\displaystyle Q={\frac {60\cdot A\cdot v}{1000}}}
Q = Pumpenleistung (in l/h)
A = Filterquerschnitt (in cm²)
v = Fließgeschwindigkeit (in cm/min)
ergibt sich die erforderliche Pumpenleistung in Abhängigkeit von dem vorhandenen Filterquerschnitt und der gewünschten Anströmgeschwindigkeit.
Die Verweildauer errechnet sich dann aus der Mattendicke dividiert durch die Anströmgeschwindigkeit.
{\displaystyle T={\frac {d}{v}}}
Der erforderliche Filterquerschnitt ergibt sich
{\displaystyle A={\frac {n\cdot Q\cdot 1000}{v\cdot 60}}}
A = Filterquerschnitt (in cm²)
n = Beckendurchsatz pro Stunde (in 1/h)
Q = Beckeninhalt (Brutto) (in l)
v = gewünschte Fließgeschwindigkeit (in cm/min)
Als Richtwerte gelten:
- Beckeninhalt ein- bis zweimal pro Stunde umwälzen
- die Anströmung sollte 5 bis 10 cm/min betragen